# Michael Brunner
Michael Brunner (San Galo, 11 de febrero de 1995) es un deportista suizo que compite en curling. Ganó una medalla de plata en el Campeonato Europeo de Curling Masculino de 2019.

## Palmarés internacional
| Campeonato Europeo | Campeonato Europeo   | Campeonato Europeo | Campeonato Europeo |
| Año                | Lugar                | Medalla            | Prueba             |
| ------------------ | -------------------- | ------------------ | ------------------ |
| 2019               | Helsingborg (Suecia) | Medalla de plata   | Equipo             |